# Tyrolski Pułk Strzelców Cesarskich
Tyrolski Pułk Strzelców Cesarskich – pułk piechoty cesarskiej i królewskiej Armii.

## Historia pułku
W 1813 roku został utworzony Korpus Strzelców Fennera (niem. Fenner-Jäger-Corps). Szefem korpusu był FML Franz Philipp Fenner von Fenneberg. Trzy lata później korpus został przekształcony w Tyrolski Pułk Strzelców Cesarza Franciszka (niem. Tiroler Jäger-Regiment Kaiser Franz). Sztab pułku mieścił się w Innsbrucku.
Istnienie specjalnej tyrolskiej formacji pieszej było wyrazem bardzo poważnych odrębności systemu obronnego tej części Monarchii habburskiej, co wynikało zarówno z geograficznej specyfiki tego obszaru, jak też z zasług Tyrolczyków względem dynastii. Do 1893 roku była to jedyna formacja, w której Tyrolczycy odbywali służbę wojskową. Ustalony w 1857 roku etat przewidywał 4358 żołnierzy na stopie pokojowej i 6966 po mobilizacji. Od 1866 roku pułk miał siedem batalionów; od 1880 roku – dziesięć.
W 1889 roku w skład pułku wchodził:
- sztab pułku w Innsbrucku,
- 1. Batalion w Innsbrucku,
- 2. Batalion w Pergine,
- 3. Batalion w Trydencie (niem. Trient),
- 4. Batalion w Riva,
- 5. Batalion w Bolzano (niem. Bozen),
- 6. Batalion w Bregencja (niem. Bregenz),
- 7. Batalion w Cavalese,
- 8. Batalion w Bressanone (niem. Brixen),
- 9. Batalion w Avtovac,
- 10. Batalion w Rovereto,
- Kadra Batalionu Zapasowego w Innsbrucku[4].

Bataliony 1., 5., 6. i 8. wchodziły w skład 15 Brygady Piechoty w Innsbrucku, a bataliony 2., 3., 4., 7. i 10. wchodziły w skład 16 Brygady Piechoty w Trydencie. Obie brygady należały do 8 Dywizji Piechoty. Natomiast 9. batalion był detaszowany na terytorium 15 Korpusu i podporządkowany komendantowi 3 Brygady Górskiej w Nevesinje należącej do 18 Dywizji Piechoty.
Zadziwiający ten rozrost pułku wynikał z wprowadzenia w Tyrolu i Vorarlbergu powszechnego obowiązku służby wojskowej, przy zachowaniu wszakże dawnego przywileju odbywania służby tylko w tyrolskim pułku strzelców cesarskich. Od początku lat 90. władze wojskowe przystąpiły do reorganizacji tej monstrualnej jednostki.
| Organizacja i podporządkowanie pułku w 1895 | Organizacja i podporządkowanie pułku w 1895 | Organizacja i podporządkowanie pułku w 1895 | Organizacja i podporządkowanie po reorganizacji przeprowadzonej 20 kwietnia 1895 | Organizacja i podporządkowanie po reorganizacji przeprowadzonej 20 kwietnia 1895 | Organizacja i podporządkowanie po reorganizacji przeprowadzonej 20 kwietnia 1895 |
| ------------------------------------------- | ------------------------------------------- | ------------------------------------------- | -------------------------------------------------------------------------------- | -------------------------------------------------------------------------------- | -------------------------------------------------------------------------------- |
| Komenda pułku                               | Innsbruck                                   |                                             | Komenda pułku                                                                    | Innsbruck                                                                        | 1 Tyrolski Pułk Strzelców Cesarskich                                             |
| 1 Batalion                                  | Bregencja                                   | 15 Brygada Piechoty w Innsbrucku            | 1 Batalion                                                                       | Bregencja                                                                        | 1 Tyrolski Pułk Strzelców Cesarskich                                             |
| 2 Batalion                                  | Innsbruck                                   | 15 Brygada Piechoty w Innsbrucku            | 2 Batalion                                                                       | Innsbruck                                                                        | 1 Tyrolski Pułk Strzelców Cesarskich                                             |
| 3 Batalion                                  | Innsbruck                                   | 15 Brygada Piechoty w Innsbrucku            | 3 Batalion                                                                       | Innsbruck                                                                        | 1 Tyrolski Pułk Strzelców Cesarskich                                             |
| 4 Batalion                                  | Innsbruck                                   | 15 Brygada Piechoty w Innsbrucku            | 4 Batalion                                                                       | Innsbruck                                                                        | 1 Tyrolski Pułk Strzelców Cesarskich                                             |
| Kadra Batalionu Zapasowego Nr 1             | Innsbruck                                   |                                             | Kadra Batalionu Zapasowego                                                       | Innsbruck                                                                        | 1 Tyrolski Pułk Strzelców Cesarskich                                             |
| Zastępca komendanta pułku                   | Wiedeń                                      |                                             | Komenda pułku                                                                    | Wiedeń                                                                           | 2 Tyrolski Pułk Strzelców Cesarskich                                             |
| 5 Batalion                                  | Wiedeń                                      | 49 Brygada Piechoty w Wiedniu               | 1 Batalion                                                                       | Wiedeń                                                                           | 2 Tyrolski Pułk Strzelców Cesarskich                                             |
| 6 Batalion                                  | Wiedeń                                      | 49 Brygada Piechoty w Wiedniu               | 2 Batalion                                                                       | Wiedeń                                                                           | 2 Tyrolski Pułk Strzelców Cesarskich                                             |
| 7 Batalion                                  | Bressanone                                  | 15 Brygada Piechoty                         | 3 Batalion                                                                       | Bressanone                                                                       | 2 Tyrolski Pułk Strzelców Cesarskich                                             |
| 8 Batalion                                  | Wiedeń                                      | 49 Brygada Piechoty                         | 4 Batalion                                                                       | Wiedeń                                                                           | 2 Tyrolski Pułk Strzelców Cesarskich                                             |
| Kadra Batalionu Zapasowego Nr 2             | Bressanone                                  |                                             | Kadra Batalionu Zapasowego                                                       | Bressanone                                                                       | 2 Tyrolski Pułk Strzelców Cesarskich                                             |
| Zastępca komendanta pułku                   | Trydent                                     |                                             | Komenda pułku                                                                    | Trydent                                                                          | 3 Tyrolski Pułk Strzelców Cesarskich                                             |
| 9 Batalion                                  | Rovereto                                    | 16 Brygada Piechoty w Trydencie             | 3 Batalion                                                                       | Rovereto                                                                         | 3 Tyrolski Pułk Strzelców Cesarskich                                             |
| 10 Batalion                                 | Riva                                        | 16 Brygada Piechoty w Trydencie             | 2 Batalion                                                                       | Riva                                                                             | 3 Tyrolski Pułk Strzelców Cesarskich                                             |
| 11 Batalion                                 | Trydent                                     | 16 Brygada Piechoty w Trydencie             | 1 Batalion                                                                       | Trydent                                                                          | 3 Tyrolski Pułk Strzelców Cesarskich                                             |
| 12 Batalion                                 | Trydent                                     | 16 Brygada Piechoty w Trydencie             | 4 Batalion                                                                       | Trydent                                                                          | 3 Tyrolski Pułk Strzelców Cesarskich                                             |
| Kadra Batalionu Zapasowego Nr 3             | Trydent                                     |                                             | Kadra Batalionu Zapasowego                                                       | Trydent                                                                          | 3 Tyrolski Pułk Strzelców Cesarskich                                             |
| Zastępca komendanta pułku                   | Linz                                        |                                             | Komenda pułku                                                                    | Linz                                                                             | 4 Tyrolski Pułk Strzelców Cesarskich                                             |
| 13 Batalion                                 | Hall                                        | 5 Brygada Piechoty w Linzu                  | 1 Batalion                                                                       | Hall                                                                             | 4 Tyrolski Pułk Strzelców Cesarskich                                             |
| 14 Batalion                                 | Linz                                        | 5 Brygada Piechoty w Linzu                  | 2 Batalion                                                                       | Linz                                                                             | 4 Tyrolski Pułk Strzelców Cesarskich                                             |
| 15 Batalion                                 | Linz                                        | 5 Brygada Piechoty w Linzu                  | 3 Batalion                                                                       | Linz                                                                             | 4 Tyrolski Pułk Strzelców Cesarskich                                             |
| 16 Batalion                                 | Linz                                        | 5 Brygada Piechoty w Linzu                  | 4 Batalion                                                                       | Linz                                                                             | 4 Tyrolski Pułk Strzelców Cesarskich                                             |
| Kadra Batalionu Zapasowego Nr 4             | Hall                                        |                                             | Kadra Batalionu Zapasowego                                                       | Hall                                                                             | 4 Tyrolski Pułk Strzelców Cesarskich                                             |

## Szefowie pułku
Szefami pułku byli kolejni cesarze austriaccy: 
- Franciszek II (1816 – †2 III 1835),
- Ferdynand I (1835 – 1848),
- Franciszek Józef I (1848 – †21 XI 1916).

Funkcje drugiego szefa pułku wykonywali:
- FML Franz Philipp Fenner von Fenneberg (1816 †19 X 1824[8]),
- FML Philipp Pflüger von Lindenfels (1824 – †1837[9]),
- FML Franz Georg Dominik von Waldstätten(inne języki) (1837 – †24 XI 1843[10]),
- FZM Peter Martin Pirquet von Cesenatico(inne języki) (1843 – †21 XI 1861[11]),
- FML Johann von Castiglione (1861 – †7 XI 1871[12])[2].

## Komendanci pułku
- płk Karl Schneider von Arno (1816[1] – 1820 → komendant 3 Czeskiego Batalionu Strzelców)
- płk Daniel Baroni von Cavalcabo (1820 – )
- płk Hans von Urich ( – 1895 → komendant 64 Brygady Piechoty[13])